# 神戸市交通局200形電車 (初代)
神戸市交通局200形電車（こうべしこうつうきょく200がたでんしゃ）は、かつて神戸市電気局（現：神戸市交通局）（神戸市電）が所有していた路面電車車両。登場当初の形式名はG車およびH車であった。そのうちG車は車体の骨組みや外板に金属部品を用いた日本初の半鋼製電車として登場した。

## 概要

### G車（176 - 195→201 - 220）
1910年4月5日に私鉄の神戸電気鉄道として開通し、1917年に神戸市電気局（現：神戸市交通局）が運営する公営路線となった神戸市内の路面電車網は開業時から先進的な車両が積極的に導入されており、開業時に導入されたA車（1 - 50）は日本の路面電車車両として初めて空気ブレーキを採用し、初の大型ボギー車となったC車（91 - 100→501 - 510）は他社に先駆けて車輪径が短い台車を採用し床面高さを低くした。これらを含む大正時代まで製造された車両は車体に木製部品を用いた木造電車であったが、神戸市電気局の技師であった古林謙三は海外で普及していた鋼製部品を用いる半鋼製車体をいち早く導入し、安全性と経済性を向上させることを決めた。これが"G車"と呼ばれる車両群である。
台車や主要機器は海外メーカーの部品を用いた一方、半鋼製車体については日本企業である川崎造船所（現：川崎重工業車両カンパニー）と田中車輌（現：近畿車輛）の工場で製造された。そのうち田中車輌で製造された20両は徳庵駅最寄りに工場が移転してから初めて製造した車両となった。車体寸法については木造低床二軸車であるD車の設計を踏襲したものであった。
安全対策として、G車は半鋼製車体と共に救助網装置を初めて採用した。これは前面に障害物が接触した場合台車前部に設置された救助網が落下し、障害物が車輪に巻き込まれるのを防ぐと言うもので、以降神戸市電が導入した新造車に標準装備として採用され、40年近くに渡って人身事故が発生しないという実績を挙げた。また、神戸市電や神戸市営地下鉄で採用されている独特の車番標記の字体もG車から始まったものと言われている。
1922年に製造された際の車番は176 - 195であったが、翌1923年に201 - 220と変更されている。

### H車（221 - 240）
G車に続き1923年に梅鉢鐵工所で製造された半鋼製二軸車。基本的な構造はG車と同様であったが、側面に前後2箇所設置されている乗降扉が2枚引き戸に変更された。

## 運用
日本初の半鋼製電車として登場したG車と増備車であるH車（後にまとめて形式名を"200形"に改称）は安全性、経済性共にその優秀さを発揮し、以降鉄道省を始めとした日本全国の鉄道路線に半鋼製・全金属製車体を有する旅客車両が登場するきっかけとなった。ただし側面窓として用いられた一段下降式窓は雨水の浸入に弱く、窓下部の腐食が進行しやすい構造であったことから1934年以降二段窓（上段固定・下段上昇式）へと改造された他、H車に採用された2枚引き戸扉もG車と同様の折り戸へ変更された。また、高額の製造コストや既存の木造電車の更新計画などの理由により、以降の半鋼製二軸車の増備は木造電車の部品を流用した300形、400形によって行われることとなった。
戦災によりG車由来の8両、H車由来の10両が廃車となり、残された車両は戦後復興の中で乗客が増加する神戸市電を支えたが、900形、1000形、750形などの大型車両が多数製造され車両数に余裕が出た事や車両自体の老朽化により、G車由来の車両（201 - 220）は電動貨車に改造された3両を除き1952年までに廃車された。H車由来の車両（221 - 240）はその後も運用に就いたが、1956年と1958年の2度に分けて全車廃車された。
廃車となったG車の車体は当時の建物不足に伴い神戸市各地の幼稚園や保育園に多数転用されたがその後全て解体された。H車についても保存車はなく、神戸市電のみならず日本の鉄道史における重要な車両でありながら現存車両は1両も存在しない。

## 電動貨車への改造
散水車から改造された従来の電動貨車の老朽化置き換えのため、廃車となったG車由来の車両のうち3両が1952年に無蓋電動貨車（7 - 9）へ改造された。車体は運転台も含め上半分が撤去され、資材輸送に加えみなとの祭を始めとするイベントの際には各種装飾を纏った花電車としても使用された。しかしこれらの車両も老朽化が進行した事から1964年に400形を改造した車両（11 - 15）の導入に伴い同年に廃車された。

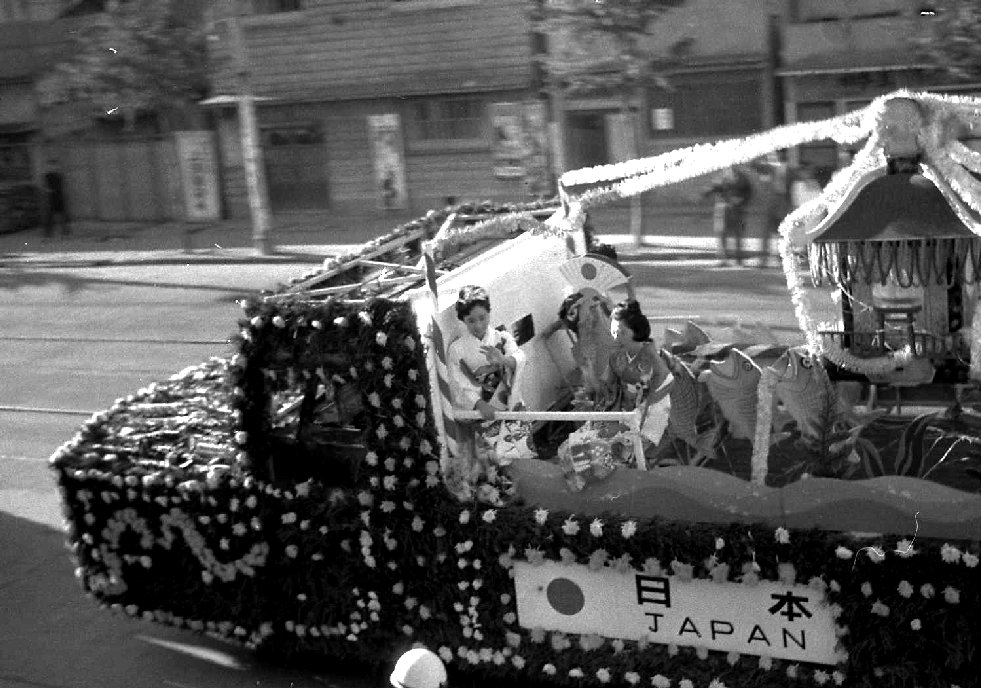
神戸市港祭りの花電車（1963年撮影）